# Coleophora versurella
Coleophora versurella là một loài bướm đêm thuộc họ Coleophoridae.
Sải cánh dài 11–15 mm. Con trưởng thành bay từ tháng 6 đến tháng 9.
Ấu trùng ăn Atriplex và Chenopodium. Các loài thức ăn khác bao gồm Halimione portulacoides và Amaranthus. 